# Jacqueline Belloni
Pour les articles homonymes, voir Belloni.
Jacqueline Belloni est une physico-chimiste française.

## Biographie
Entrée au CNRS en 1957, elle soutient sa thèse d’État en sciences physiques à l'institut du radium, université de Paris (1961), sous la direction du professeur Moïse Haissinsky sur l’adsorption ionique par traceurs radioactifs. En 1964, elle oriente ses recherches vers la chimie sous rayonnements.[réf. nécessaire] En 1970, elle rejoint à l’université Paris-Sud le professeur Michel Magat, directeur du laboratoire de physico-chimie des rayonnements, qu’elle-même dirige entre 1989 et 1998. Avec son équipe, elle crée le centre national de cinétique rapide ELYSE dont l’accélérateur pulsé picoseconde d’électrons et le bâtiment 349 sont inaugurés en 2001 à l’institut de chimie physique d’Orsay. Elle y est directrice de recherche émérite du CNRS depuis 2002.[réf. nécessaire]
Les avancées majeures de ses recherches concernent la radiolyse de l’ammoniac liquide (1966), le caractère très oxydable de métaux, même nobles, lorsqu’ils sont sous forme de nanoagrégats, contrairement à leur état massif (1973), le rendement et les propriétés d’absorption UV des électrons ammoniés (1976), les mécanismes de la radiolyse des liquides (1989), le mécanisme du développement photographique argentique (1989), le décuplement de la sensibilité photographique argentique sans perte de résolution (1999),, le phénomène d’hystérésis (2006), la cinétique (2012) de la cristallisation en milieu sursaturé.

## Sélection de publications
- (en) Jacqueline Belloni, Thierry Douki et Mehran Mostafavi, Radiation chemistry, EDP Sciences, 3 décembre 2008, 324 p. (ISBN 978-2-7598-0317-0, lire en ligne).
- Jacqueline Belloni-Cofler, « Les agrégats : l’avènement d’une nouvelle thermodynamique », Histoire de la recherche contemporaine. La revue du Comité pour l’histoire du CNRS, no Tome I-N°2,‎ 11 octobre 2012, p. 134–144 (ISSN 2260-3875, DOI 10.4000/hrc.164, lire en ligne, consulté le 11 avril 2019).

## Distinctions
- Chevalier de l'ordre national du Mérite (1995)[7]